# Skróty i skrótowce używane w NATO – Y
- Y - Yes - tak

- YE - Yemen - Jemen
- YEM - Yemen - Jemen

- YIR - Yearly Infrastructure Report - roczny meldunek o infrastrukturze

- YU - Yugoslavia - Jugosławia